# Von Rosens pokal
von Rosens pokal erövrades första gången av Gefle IF år 1899 efter seger mot Djurgården. Turneringen spelades parallellt med svenska mästerskapen som också spelades i kortare cupformat men där enbart lag från Stockholm- och Göteborgsregionen fick spela om SM-titeln. Det berodde inte nödvändigtvis på att det inte fanns bättre fotbollslag på andra håll, utan desto mer på Sveriges vidsträckta geografi. Gefle vann även pokalen kommande år 1900 mot AIK. 1901 delades vinsten mellan Gefle IF och AIK efter oavgjort resultat i finalen. Efter vinsten mot Djurgården 1902 innehar Gefle IF originalpokalen och den finns idag att beskåda på länsmuseet i Gävle.
En kopia av von Rosens pokal blev sedan vandringspris som från 1904 till 2000 utdelades till de svenska mästarna i fotboll för herrar. Priset uppkallades efter Clarence von Rosen, som var Svenska Fotbollförbundets förste ordförande. Örgryte IS erövrade pokalen 1904 som svenska mästare och Halmstads BK blev år 2000 det sista laget att vinna den.
Sedan det i november år 2000 uppmärksammats att Clarence von Rosen varit aktiv i en nationalsocialistisk organisation uppstod en debatt kring pokalen, med följden att Svenska Fotbollförbundet uppsatte ett nytt vandringspris som ersättning för von Rosens pokal. Det nya priset fick namnet Lennart Johanssons pokal, uppkallat efter den svenske Uefa-ordföranden, och gäller sedan 2001. von Rosens pokal förvaras sedan dess hos Fotbollförbundet.